# Глорія (фільм, 1999)
«Глорія» («Gloria») — американський кінофільм 1999 року, знятий режисером Сідні Люметом, з Шерон Стоун у головній ролі.

## Сюжет
Глорія щойно вийшла з в'язниці, куди вона потрапила три роки тому, щоб урятувати свого коханого Кевіна. Під час перебування у в'язниці Кевін жодного разу не відвідав її. Після виходу вона їде до нього для того, щоб розірвати стосунки та забрати ті гроші, які він обіцяв їй. Але той відмовляє їй і першому, і другому.
Тим часом якийсь бухгалтер, на ім'я Джек створює дискету, на якій записані всі імена злочинного угруповання, до якого входить Кевін. Він намагається втекти, але людина Кевіна знаходить його і вбиває не лише бухгалтера, а і його дружину Ангелу, тещу та дочку. Але дискету він таки встигає передати своєму семирічному сину Нікі, якому вдається втекти. Через деякий час люди Кевіна виловлюють хлопчика та привозять у квартиру до Кевіна. Саме в тій квартирі шляхи Глорії та Нікі перетинаються. Глорія вирішує, ризикуючи своїм життям, урятувати життя хлопчика.

## У ролях
- Шерон Стоун — Глорія
- Жан-Люк Фігероа — Нікі
- Джеремі Нортем — Кевін
- Кеті Моріарті — Діана
- Джордж Сі Скотт — Рубі
- Майк Старр — Шон
- Бонні Беделіа — Бренда
- Беррі Макевой — Террі
- Дон Біллет — Реймонд
- Тоні Дібенедетто — Зак
- Боббі Каннавале — Джек
- Саріта Чоудрі — Анжела
- Міріам Колон — Марія
- Дезіре Казадо — епізод
- Давенія Макфадден — епізод
- Чак Купер — епізод
- Антонія Рей — епізод
- Сідні Армус — епізод
- Джері Дін — епізод
- Джон Хеффернан — епізод
- Джеймс Леллі — епізод
- Лілліас Вайт — епізод
- Террі Александер — епізод
- Джон Діреста — епізод
- Хосе Рабело — епізод
- Лайза Луїза Ленгфорд — епізод
- Рей Гарві — епізод
- Ніколь Брір — епізод
- Дональд Дж. Лі-мол. — епізод
- Дон Кларк Вільямс — епізод
- Нік Оддо — епізод
- Джуд Чікколела — епізод
- Адріан Лі — епізод
- Івен Рейнольдс — епізод

## Знімальна група
- Режисер — Сідні Люмет
- Сценарист — Стів Ентін
- Оператор — Девід Воткін
- Композитор — Говард Шор
- Художник — Мел Бурн
- Продюсери — Чак Біндер, Джей Макбраун, Гері Фостер, Доналд Дж. Лі-мол., Лі Річ, Джозі Розен

## Виробництво
У квітні 1997 року Шерон Стоун отримала роль Глорії Свенсон, яка принесла Джині Роулендс номінацію на «Оскар», і режисери почали шукати «хлопчика 7-9 років» на роль Нікі. 6-річний Жан-Люк Фігероа, який найбільше вразив команду, був обраний на цю роль .
Скотт Калверт був призначений режисером фільму, але згодом залишив виробництво. У перші тижні липня режисером став Сідні Люмет. Бонні Беделія, Кеті Моріарті та Джеремі Нортем приєдналися до акторського складу в серпні. Хоча Альберт Фінні відмовився від ролі Рубі, Джордж Скотт прийняв її. Решта акторського складу була заповнена на початку вересня, а репетиції розпочалися 8 вересня 1997 року, після чого почалися зйомки .